# Villa Charcas
Villa Charcas es una localidad y municipio de Bolivia, ubicado en la provincia de Nor Cinti en el departamento de Chuquisaca.
Es el municipio más joven de Chuquisaca, creado el 4 de diciembre del 2009.
El municipio de Villa Charcas está dividido en 5 distritos los cuales son: Villa Charcas, Pucará de Chunchuli, Santa Elena, Caisa K (o Caisaca) y el distrito de Supas. A 7 kilómetros al sureste se encuentra la localidad de Incahuasi y a 20 kilómetros al sur se encuentra la localidad de Culpina, localidades con las cuales Villa Charcas se encuentra muy relacionada.

## Historia
Mediante ley 4127 del 4 de diciembre de 2009, se creó el municipio de Villa Charcas, desprendiéndose del municipio de Incahuasi, al sur de la provincia, convirtiéndose en el municipio número 29 del departamento de Chuquisaca con una población aproximada de 13 mil habitantes.

## Geografía
Villa Charcas está ubicada en la región montañosa de la Cordillera de Tajzara o Tarachaca, en la zona semiárida de transición entre los bosques montanos semihúmedos de las cordilleras orientales de Bolivia y el árido Altiplano. Limita al oeste con el municipio de Camargo, al norte con el municipio de San Lucas, al este con el municipio de Incahuasi, y al sur con el municipio de Culpina de la provincia de Sud Cinti.
La localidad se encuentra a una altitud de 2954 m s. n. m. en las inmediaciones de la cuenca de Culpina, una cuenca sin drenaje con el salar de Culpina en la parte suroeste.
La precipitación anual varía entre 350 y 550 mm y se presenta principalmente en los meses de noviembre a marzo; los meses de invierno de mayo a agosto están en gran parte libres de precipitaciones. Las temperaturas medias mensuales en la cuenca oscilan entre casi 20 °C en diciembre y entre 5 y 8 °C en junio/julio.

## Demografía
De acuerdo con el censo boliviano de 2024, la población del municipio de Villa Charcas es de 13 924 habitantes.
La población del municipio disminuyó ligeramente entre 2012 y 2024:
| Año  | Habitantes (municipio) | Fuente |
| ---- | ---------------------- | ------ |
| 2012 | 14.496                 | Censo  |
| 2024 | 13.924                 | Censo  |

## Transporte
Villa Charcas se encuentra a 439 km por carretera al sur de Sucre, la capital departamental y del país.
Desde Sucre, la ruta troncal asfaltada Ruta 5 conduce en dirección suroeste hasta Potosí, la capital del departamento al oeste. A partir de aquí, la Ruta 1 conduce hacia el sur, que todavía está pavimentada durante los primeros 37 kilómetros hasta Cuchu Ingenio. Luego de otros 146 kilómetros, la Ruta 1 llega a la ciudad de Camargo. Otros 19 kilómetros al sur de Camargo, un camino vecinal sin pavimentar se bifurca en dirección este, cruza el río Camblaya y supera un desnivel de 600 metros en los siguientes 47 kilómetros hasta Culpina. Al este de Culpina, un camino se bifurca hacia el noreste y luego de otros 21 kilómetros pasando Incahuasi, llega a la comunidad de Villa Charcas.